# Универсальные базовые навыки
Универсальные базовые навыки — минимально необходимые знания и навыки их практического применения, необходимые для экономической конкурентоспособности выпускников средних учебных заведений. Оцениваются по первому уровню тестов PISA. Включают в себя навыки чтения, письма, понимания текста, инструкций, способность
к дальнейшему обучению, необходимые для работы выпускников средних учебных заведений на производстве и других областях экономики. По данным всемирного обзора специалистов Института экономических исследований универсальные базовые навыки в настоящее время отсутствуют у 62% выпускников средних учебных заведений.